# Ataques contra homossexuais em São Paulo em 2010
Os ataques contra homossexuais em São Paulo em 2010 ocorreram no dia 14 de novembro na Avenida Paulista, em São Paulo, quando cinco rapazes, entre eles quatro adolescentes entre 16 e 17 anos de idade, atacaram três jovens homossexuais com lâmpadas fluorescentes.

## Agressão
No dia 14 de novembro de 2010 em São Paulo, por volta das 6 horas e 30 minutos da manhã, Jonathan Lauton Domingues, de 19 anos, e quatro outros adolescentes, entre 16 e 17 anos de idade, atacaram, com duas lâmpadas fluorescentes, três jovens homossexuais na Avenida Paulista. De acordo com testemunhas, os agressores teriam dito às vítimas, durante os ataques, "suas bichas" e "vocês são namorados", o que revelou que os ataques podem ter tido cunho homofóbico.

## Repercussão e punição
Após a grande repercussão nacional que o caso ganhou, principalmente após a divulgação de um vídeo onde, sem qualquer motivo aparente, um dos jovens agressores é visto estourando um bastão de lâmpada fluorescente na cabeça de uma das vítimas, os quatro menores foram internados na Fundação Casa (antiga Febem), onde estão desde o dia 23 de novembro. Os garotos poderão ser sentenciados a até 3 anos de internação na Fundação.
Jonathan Lauton Domingues, o único maior de idade do grupo, foi indiciado por tentativa de homicídio, lesão corporal gravíssima e formação de quadrilha. Em 20 de Outubro de 2015, Jonathan foi condenado por tentativa de homicídio triplamente qualificado por motivo torpe, mas está foragido.
Os ataques causaram protestos de diversas entidades sociais e LGBT contra os acusados e a homofobia. Nos últimos meses, ao menos seis ataques na região da Avenida Paulista foram relatados, totalizando 8 vítimas.